# Synagogue de Leer (1885-1938)

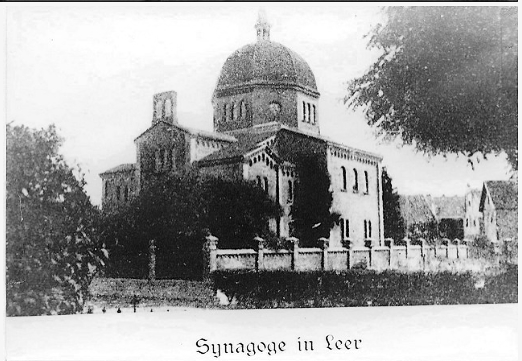
Synagogue de Leer sur une ancienne carte postale

La synagogue de Leer située au 44 Heisfelder Straße, a été construite en 1885 et comme la majorité des synagogues en Allemagne, elle sera détruite par les nazis en 1938.
Leer est une ville de Frise orientale dans le Land de Basse-Saxe. Située à moins de 30 km au sud-est d'Emden et à 30 km au sud d'Aurich, elle compte actuellement un peu moins de 34 000 habitants.    

## Histoire de la communauté juive
L'origine de la communauté juive de Leer remonte au XVIIe siècle. Pour la première fois en 1611, il est fait mention de deux Juifs habitant la ville, Menne et Joseph Haïm. En 1637, on compte trois Juifs, avec leur famille, et en 1678 cinq. Les familles juives vivent du commerce, de la vente de fourrure et du prêt d'argent. 
Au XIXe siècle, le nombre de résidents Juifs dans la ville passe de 127 en 1804 (sur un total de 5 052 habitants), à 173 en 1828, à 224 en 1861 (sur 8 750 habitants), puis 256 en 1871 (sur 8 932 habitants), 306 en 1885 (sur 10 409 habitants), 302 en 1895 (sur 11 470), et 266 en 1905 (sur un nombre total de 12 347 habitants de la ville). 
À la communauté juive de Leer, sont rattachés les villes avoisinantes de Ihrhove (13 habitants juifs en 1885; 12 en 1895; 8 en 1905 et 2 en 1925); de Loga (24 habitants juifs en 1828; 17 en 1867; 26 en 1885; 23 en 1895; 26 en 1905 et 17 en 1925); de Neermoor (1 habitant juif en 1895 ainsi qu'en 1925); de Rhauderfehn (3 habitants juifs en 1871; 13 en 1885; 10 en 1895; 7 en 1905 et 6 en 1925) et de Warsingsfehn (5 habitants juifs en 1867; 13 en 1885; 6 en 1895; 11 en 1905 et 7 en 1925).
Dans les années 1890, les idées antisémites d'Adolf Stoecker se propagent en Frise orientale, et les Juifs sont accusés de nombreux maux: en 1894, un boucher juif est accusé de vendre de la viande de vaches tuberculeuses. Quelques mois plus tard, de fausses rumeurs sont propagées par le journal Volk de Stoecker, concernant le Juif Pohlmann qui aurait escroqué de petites gens pour plus de 800 000 marks.   
La communauté possède une synagogue, une école primaire et religieuse, un Mikve (bain rituel) et un cimetière. Dans les années 1840-1850, l'école se trouve dans un bâtiment situé dans la Kirchstraße. En 1909, la communauté construit une nouvelle école juive située dans la Deichstraße (aujourd'hui au 14 Ubbo-Emmius-Straße). Pour les offices religieux, la communauté recrute un enseignant qui sert aussi de Hazzan (chantre) et de prédicateur. En plus la communauté engage temporairement un Shohet (abatteur rituel) qui assiste l'officiant et sert de bedeau. H. Mayer occupe le poste d'enseignant de 1879 jusqu'à 1904 (ou 1905-1906). Lasser Abt lui succède de 1906 à 1922, puis Ignatz Popper, né en 1873 à Ahrensburg, de 1922 à 1935. Popper sera par la suite enseignant à Maßbach  et sera déporté avec sa femme et ses deux filles en 1941 de Francfort au ghetto de Kovno où ils seront assassinés. La communauté dépend du rabbinat de district d'Emden. 
Lors de la Première Guerre mondiale, la communauté juive perd au front, ou à la suite de leurs blessures, cinq de ses membres. Plusieurs des anciens combattants juifs de Leer reviennent avec les honneurs militaires.                   
En 1924, la communauté compte environ 300 personnes soit 2,3% des 13 000 habitants de la ville. Les présidents de la communauté sont Lehmann Rosenberg, Louis Pels et J. Janßen. L'enseignant, Hazzan et prédicateur est Ignatz Popper. Le Shohet, aide-officiant et bedeau est Abraham de Vries. Popper enseigne à 17 enfants à l'école primaire et donne des cours d'instruction religieuse à 16 élèves au Gymnasium et au lycée municipal. La veuve L. Abbot donne des cours de couture aux femmes de la communauté et J. Janßen est vérificateur des comptes de la communauté. En 1924, une trentaine de personnes vivant à in Neermoor, Warsingsfehn, Ihrhove, Wertrhauderfehn und Loga sont rattachées à la communauté de Leer. 
La communauté juive de Leer possède plusieurs associations caritatives, sportives ou culturelles:  la Männer-Verein - Gemiluth Chassodim (Association des hommes –Actes de Bonté), dirigée en 1924 et 1932 par Moses de Vries, avec 75 membres; la Frauenverein (Association des femmes), avec 70 membres sous la direction en 1924 de Ella Rosenberg, puis de Maria Rosenberg; la Verein Frieden (Association de la Paix), dirigée en 1924 et 1932 par Moses de Vries; la Armenverein (Association pour les pauvres), dirigée par L. Rosenberg en 1924 et 1932; la Jugendbund (Union de la jeunesse) avec une cinquantaine de membres et à sa tête, en 1924 et 1932, L. Mergentheim; la Waisenhausverein des "Waisenhauses Emden (Association de l'orphelinat, branche de Leer de l'orphelinat d'Emden) dirigé en 1924 par Rudolf M. Rosenberg, avec 30 membres. En 1930, les associations caritatives Männerverein, Frauenverein, Armenverein et Verein Frieden fusionnent sous le nom de Örtliche Zentrale für jüdische Wohlfahrtspflege (Centre local d'aide sociale juive). 
Dès les années 1920, des groupes d'extrêmes-droites provoquent les habitants juifs. La justice laxiste se retourne souvent contre les Juifs. En 1927, des marchands de bestiaux juifs sont condamnés pour avoir repoussé une provocation nazie:
« Le 4 août 1926 un incident bruyant s'est produit au vieux marché aux bestiaux de Leer, quand deux étudiants, brandissant des croix gammées, ont provoqué par leurs cris les marchands de bestiaux juifs et ceux-ci ont réagi vigoureusement à cette provocation. Certains paysans chrétiens ont pris parti pour les étudiants. Il y a eu un affrontement, dans lequel un étudiant et un agriculteur ont été sévèrement frappés et ont même reçu, d'après leurs déclarations, des coups de pied. Des mises en examen ont été prononcées contre les négociants de bétail… 
 Le procès a eu lieu ces jours-ci devant le tribunal des échevins à Emden. Le ministère public a vu lors de l'incident des attroupements avec actes de violence. Les accusés Moses de Vries, Benjamin de Levie, Simon Sachs et Peter Gelder sont acquittés. Les autres accusés reçoivent des peines d'emprisonnement de 3 à 7 mois, Jakob de Leuw est également condamné à une amende de 400 marks et Adolf de Vries à une de 500 marks. Un sursis conditionnel de trois ans est accordé à tous ceux reconnus coupables. »
En 1932, le président de la communauté est Lehmann Rosenberg, avec David Hirschberg et H. Gans comme vice-présidents. L'enseignant et Hazzan (chantre) est toujours Ignatz Popper. Pendant l'année scolaire 1931-1932, il enseigne à 15 enfants à l'école primaire juive, et donne en plus des cours de religion à 9 élèves des écoles publiques. J. Wolffs est Hazzan adjoint.  
En 1933, à l'arrivée au pouvoir d'Hitler, la ville compte environ 280 habitants juifs. Les familles juives sont bien intégrées à la vie économique et sociale locale. Elles possèdent des entreprises, des commerces: David Hirschberg est aubergiste. Il est le président de la synagogue et conseiller municipal de la ville; Bernhard Roseboom et Oskar de Vries sont négociants en bétail; Harry Knurr et Louis Aron sont fabricants d'articles de mode; Jette Rosenberg est distributeur de matière première; Hermann Gans est bijoutier-horloger.   
Après 1933, en raison du boycott économique, de la marginalisation croissante et de la répression, une partie de la communauté juive quitte la ville et se réfugie dans les grandes villes allemandes ou s'expatrie. L'enseignant Popper quitte Leer en 1935 afin de prendre un emploi à Maßbach en Basse-Fanconie. Hermann Spier (né en 1899 à Merzhausen, déporté en mars 1942 à Varsovie et assassiné à Treblinka) et Seligmann Hirschberg continuent d'enseigner à Leer. Joseph Wolff, le Shohet, Hazzan adjoint et bedeau, va vivre à Leer, avec sa famille, tout d'abord dans les locaux annexes de la synagogue, puis après novembre 1938, dans la maison de la famille Mergentheim, jusqu'à sa déportation en 1940.
Lors de la nuit de Cristal, du 9 au 10 novembre 1938, la synagogue est incendiée. Les maisons juives ainsi que les commerces restés propriété des Juifs sont attaqués par les membres de la SA et d'autrees nazis, pillés et saccagés. Les familles juives sont contraintes à indiquer le montant de leurs avoirs ainsi que la liste de leurs objets de valeur. Les habitants juifs, hommes, femmes et enfants sont conduits la nuit dans les rues de la ville, avant d'être enfermés dans le parc de la Nesse. Le lendemain, les hommes sont déportés au camp de concentration de Sachsenhausen.
En 1939, les Juifs qui vivent toujours en ville, sont contraints d'habiter dans les soi-disant Judenhäusern (Maisons des Juifs), entre autres au 37 Kampstraße et au 22 Pferdemarktstraße. En 1940, les dernières familles juives de la ville sont évacuées de la Frise orientale et réinstallées dans d'autres villes. 
Le mémorial de Yad Vashem de Jérusalem et le Gedenkbuch - Opfer der Verfolgung der Juden unter der nationalsozialistischen Gewaltherrschaft in Deutschland 1933-1945 (Livre commémoratif – Victimes des persécutions des Juifs sous la dictature nazie en Allemagne 1933-1945) répertorient 184 habitants nés, ou ayant vécu longtemps à Leer parmi les victimes juives du nazisme. À ces victimes, on doit rajouter celles des villages et villes voisines, dépendant de la communauté de Leer: 11 à Ihrhove, 14 à de Loga, 7 à Warsingsfehn et 4 à Westrhauderfehn.

## Histoire de la synagogue
À la fin du XVIIe siècle, vers 1690, une salle de prière est installée dans la maison dénommée Drei Kronen (Trois Couronnes), située dans la Kirchstraße. Les offices vont s'y dérouler pendant   une grande partie du XVIIIe siècle, jusque dans les années 1763. Le bâtiment sera acquis plus tard par Ch. G. Teune qui le transformera en entrepôt de stockage. 
En 1885, la synagogue se trouve alors dans un bâtiment situé au 22 Pferdemarktstraße. Après l'achèvement de la nouvelle synagogue, ce bâtiment est acheté par un marchand de charbon qui le transforme en logement. Celui-ci est rasé en 1982.    
Une nouvelle synagogue est construite en 1885. La pose de la première pierre a lieu le 4 juin 1883 et le bâtiment est inauguré le 28 mai 1885 en présence du grand-rabbin d'État, Buchholz, d'Emden. Le journal Allgemeine Zeitung des Judentums décrit d'une façon emphatique le discours du rabbin : 
« L'enseignant principal A. Levy nous écrit de Norden concernant l'inauguration de la nouvelle synagogue de Leer : 
 
Le 28 du mois dernier, s'est tenue la cérémonie d'inauguration, qui, comme le rapporte le Leerer Anzeiger, a offert au public nombreux venu de près et de loin et de toutes les confessions, le spectacle d'une très belle et édifiante fête religieuse. Il ne fait aucun doute, que l'on a eu de la chance d'entendre le poignant discours de consécration du grand-rabbin d'État, le DrBuchholz, d'Emden, qui a donné l'impression qu'une cérémonie d'édification religieuse a eu lieu sans aucune étroitesse d'esprit confessionnelle. L'orateur a présenté la nouvelle maison de Dieu non pas comme quelque chose d'intrinsèquement sacré et d'agréable à Dieu, mais comme un beau symbole du Temple dans le cœur des hommes, comme un lien d'amour entre le ciel et la terre, entre le Créateur et ses créatures; comme un guide dans les labyrinthes de la vie, sur lequel l'homme peut se rattacher dans toutes ses actions et ses souffrances, afin que la voix de la vérité et du bien reste vivante en lui et le guide sur le droit chemin; enfin comme une source de consolation et de joie dans le désert aride de l'existence, un repère et un soutien dans tous les défis et dangers. Ainsi la maison de Dieu, dans la pensée humaine et exempte de préjugés de l'orateur, reçoit sa véritable consécration par le fait qu'elle est un sanctuaire dans lequel l'Homme peut fuir tous les soucis et misères de la vie quotidienne et où il peut célébrer le chabbat de l'âme pour pénétrer intimement dans la bonté et la vérité éternelles. Les récitals de chant furent aussi exécutés à la satisfaction générale. L'intérieur de la synagogue est très digne et superbement réalisé . »
Le 25 février 1890, une grande cérémonie célèbre la consécration d'un nouveau Sefer Torah en présence des représentants des diverses confessions. 
En 1910, la synagogue fait l'objet d'une reconstruction partielle. La nouvelle inauguration a lieu le 12 juin 1910: 
« À Leer, le 12 du mois dernier, a eu lieu, avec une large participation des membres de la communauté, du bourgmestre et de quelques représentants du Conseil civil, l'inauguration de la synagogue nouvellement reconstruite en grande partie. La cérémonie se déroule avec des discours entrecoupés d'hymnes chantés par la chorale. M. Pels accueille par une allocution le bourgmestre et les représentants du Conseil civil. »
Un autre Sefer Torah, don de M. David Gans de Francfort en mémoire de sa défunte mère, est consacré le 29 juillet 1926.
En 1935, malgré les menaces pesant sur la communauté juive par le régime nazi au pouvoir, une fête est organisée les 21, 22 et 23 juillet pour fêter les 50 ans de la synagogue et les 25 ans de l'école juive. Les cérémonies sont présidées par le grand-rabbin d'État, Dr Blum.
Trois ans plus tard, lors de la nuit de Cristal, du 9 au 10 novembre 1938, la synagogue est incendiée. Les ruines seront nivelées entre le 20 novembre et le 10 décembre 1938. 
De nos jours, seules subsistent encore les voûtes de la cave de la synagogue. Sur le terrain a été construit un atelier de réparation de voitures avec station d'essence. En 1982, une des deux Tables de la Loi, qui se trouvaient au-dessus de l'entrée principale a été retrouvée. L'original est envoyé à Tel-Aviv, et une copie se trouve à Leer, comme pierre commémorative dans le cimetière de la Groninger Straße.   
Le 10 novembre 2002, un nouveau mémorial est inauguré, à proximité du terrain de la synagogue : au centre d'une étoile de David, ont été placées trois stèles avec des plaques comportant des informations sur la communauté juive de Leer et les noms de toutes les victimes. Une autre plaque donne une représentation de la synagogue.  
En 2013, la ville de Leer et la région de la Frise Orientale ont projeté de déterrer les restes de la synagogue. Près de la cave de l'ancienne synagogue, on présume que se trouve enterré un Mikve (bain rituel). Tous les restes de la synagogue ont été comblés pendant la Seconde Guerre mondiale:
« La ville de Leer veut découvrir les vestiges de la synagogue sur la route Heisfelder. Cela a été annoncé par le bourgmestre, Wolfgang Kellner, au début de la Jüdische Woche (semaine juive). En parlant à l'OZ [Ostfriesen-Zeitung], il a indiqué que les archéologues de la région de la Frise Orientale ont indiqué leur volonté d'entreprendre des fouilles appropriées à la charge de la ville. Le problème : là où était située la synagogue jusqu'à la nuit de Cristal en novembre 1938, se trouve aujourd'hui un garage et une station-service - quoique désaffectés.

La ville a écrit au propriétaire - la société Wittrock de Rhede - et a demandé sa coopération. Une demande de l'OZ à la société est restée sans réponse. Cependant la société a annoncé à la ville qu'elle recherchera le dialogue avec la région de Frise Orientale. Le bourgmestre est optimiste, d'autant plus que la société ne peut pas commencer sa propre construction sur la parcelle, avant que les archéologues aient fait leur travail…  On pense que sous l'atelier se trouvent encore des murs de la cave. Et que le bain des femmes (Mikve) pourrait, peut-être, être mis au jour, espère Kellner, qui sait que pendant les années de guerre, le bourgmestre de l'époque, Erich Drescher, un nazi, projetait, après la destruction de la synagogue, de construire à sa place un abri anti-aérien ou des toilettes publiques (WC). Ni l'un ni l'autre n'ont été réalisés. Au lieu de cela, les restes ont été comblés. »